# 赫门
赫门（Heumen）是荷蘭的一個市镇。赫门位於荷蘭東部，在行政區劃上屬於海爾德蘭省。

## 外部連結
- 维基共享资源上的相關多媒體資源：赫门
- Official website （页面存档备份，存于）